# Vítor de Oliveira
Vítor de Oliveira (Bahia, ? — ?) foi um político brasileiro.
Foi presidente da província de Pernambuco, de 16 de junho de 1851 a 9 de março de 1852.